# Luigi Apolloni
Luigi Apolloni (Frascati, 2 maggio 1967) è un allenatore di calcio ed ex calciatore italiano, di ruolo difensore, tecnico del Salsomaggiore.
Ha giocato per dodici anni con il Parma, con il quale ha vinto numerosi trofei e detiene il record di presenze (385) nelle competizioni ufficiali dei Ducali. Con la nazionale italiana ha preso parte a un Mondiale e a un Europeo; con l'Italia fu vicecampione del mondo al campionato del mondo 1994.

## Caratteristiche tecniche

### Giocatore
Giocava come difensore centrale.

## Carriera

### Giocatore

#### Club
Ha iniziato la carriera nella Lodigiani nel 1983-1984 in Serie C2, pur senza mai scendere in campo in prima squadra, per passare alla Pistoiese nei due anni successivi, dove ha esordito nel calcio professionistico; nel primo anno subisce una retrocessione in Serie C2. Dopo un altro anno in Serie C1 alla Reggiana, è passato nel 1987 al Parma giocando al fianco di Lorenzo Minotti.

Apolloni (a sinistra) in maglia parmense nel campionato 1990-1991, in contrasto sullo juventino Baggio.

Dopo tre stagioni fra i cadetti, nel 1990 ha conquistato la promozione in Serie A. Nel 1991-1992 vince la Coppa Italia, che permise alla squadra di giocare l'anno successivo in Coppa delle Coppe, arrivando fino alla finale nel 1993-1994. Nel suo palmarès figurano con i ducali un'altra Coppa Italia, una Supercoppa italiana, una Supercoppa europea e due Coppe UEFA nel 1994-1995 e nel 1998-1999.
Nel 1996 un infortunio ne compromise la stagione. Rimase a Parma fino al 1999, senza riconquistare mai il posto da titolare. Passò a ottobre di quell'anno al Verona, con cui chiuse la carriera dopo due stagioni in massima serie, nella seconda delle quali subì 5 espulsioni. In carriera ha totalizzato complessivamente 255 presenze e 7 reti in Serie A.

#### Nazionale
Apolloni giocò in nazionale sotto la gestione tecnica di Arrigo Sacchi. Ricevette la prima convocazione senza scendere in campo nel settembre 1992 contro i Paesi Bassi ed esordì solamente due anni dopo, il 27 maggio 1994 nell'amichevole Italia-Finlandia (2-0). Nello stesso anno segnò la sua unica rete in maglia azzurra, durante un'amichevole con la Turchia.
Partecipò al Mondiale 1994, dove fu vicecampione del mondo, giocando nelle sfide della fase a gironi contro Norvegia (1-0), entrando al posto dell'infortunato Franco Baresi, e Messico (1-1), e nella finale contro il Brasile (0-0) persa per 3-2 dopo i tiri di rigore entrando nel primo tempo al posto di Roberto Mussi. Inoltre fece parte della spedizione azzurra pure all'Europeo 1996, giocando titolare e venendo espulso nel primo tempo nella seconda partita di girone contro la Repubblica Ceca. La sua quindicesima e ultima partita in azzurro risale al 1996, una partita amichevole contro la Bosnia ed Erzegovina.

### Allenatore
Dopo il ritiro, Apolloni rimane all'interno del Parma dapprima come osservatore fino al 2003, e poi come team manager fino al 2004. Il 14 luglio 2005 ritornò a Parma come collaboratore tecnico di Mario Beretta.
Il 6 giugno 2006 si trasferì a Modena come allenatore in seconda, vice del suo vecchio compagno di squadra Daniele Zoratto, di cui prese il posto il 26 gennaio 2009, quando la squadra era ultima in classifica. Ottenuta la salvezza, fu confermato per la stagione successiva, conclusa con una nuova salvezza.
Il 23 giugno 2010 diventò tecnico del Grosseto., ma dopo un deludente inizio di stagione fu esonerato il 27 settembre e sostituito da Francesco Moriero. Apolloni tornò in panchina solo il 2 aprile 2012, sostituendo Marco Alessandrini alla guida del Gubbio e guidando la squadra sino a fine campionato, concluso con la retrocessione. Scarsa fortuna ebbe anche la successiva esperienza alla Reggiana, in Lega Pro, della quale fu allenatore solo dal 28 dicembre 2012 al 19 marzo 2013.
Il 13 giugno 2013 è diventato allenatore del Gorica, nell'ambito della collaborazione tecnica tra il Parma e il club sloveno, raggiungendo il quarto posto in campionato e vincendo la coppa nazionale. L'esonero arriva però all'inizio della stagione successiva, dopo l'eliminazione in Europa League e un mediocre avvio di campionato.
Il 3 luglio 2015, è stato chiamato da Nevio Scala ad allenare il nuovo Parma, rifondato dopo il fallimento del club storico. Vince il proprio girone di serie D con 94 punti e un distacco di 17 punti dalla seconda. Il 22 novembre 2016, a seguito della sconfitta patita in casa per 1-4 contro il Padova e con la squadra al settimo posto in campionato, viene sollevato dall'incarico, così come il responsabile dell'area tecnica Lorenzo Minotti e il direttore sportivo Andrea Galassi.
Il 31 maggio 2018 torna sulla panchina del Modena dopo 8 anni ma il 10 gennaio 2019 viene esonerato, pur con la squadra prima in classifica, dopo una serie di prestazioni ritenute al di sotto delle aspettative.
Nel 2022 siede sulla panchina del Felino, in Eccellenza, squadra che non riesce a salvare dalla retrocessione, nonostante ciò viene confermato per la successiva stagione in promozione. Però dopo un avvio negativo, viene esonerato.
Nel febbraio 2024 assume la guida del Salsomaggiore, squadra emiliana di Eccellenza.

## Statistiche

### Presenze e reti nei club
| Stagione         | Squadra          | Campionato       | Campionato | Campionato | Coppe nazionali | Coppe nazionali | Coppe nazionali | Coppe continentali | Coppe continentali | Coppe continentali | Altre coppe | Altre coppe | Altre coppe | Totale | Totale |
| Stagione         | Squadra          | Comp             | Pres       | Reti       | Comp            | Pres            | Reti            | Comp               | Pres               | Reti               | Comp        | Pres        | Reti        | Pres   | Reti   |
| ---------------- | ---------------- | ---------------- | ---------- | ---------- | --------------- | --------------- | --------------- | ------------------ | ------------------ | ------------------ | ----------- | ----------- | ----------- | ------ | ------ |
| 1984-1985        | Pistoiese        | C1               | 2          | 0          | CI+CI-C         | ?               | ?               | -                  | -                  | -                  | -           | -           | -           | 2+     | 0+     |
| 1985-1986        | Pistoiese        | C2               | 33         | 0          | CI-C            | ?               | ?               | -                  | -                  | -                  | -           | -           | -           | 33     | 0      |
| Totale Pistoiese | Totale Pistoiese | Totale Pistoiese | 35         | 0          |                 | ?               | ?               |                    | -                  | -                  |             | -           | -           | 35+    | 0+     |
| 1986-1987        | Reggiana         | C1               | 32         | 0          | CI+CI-C         | 5+              | 0+              | -                  | -                  | -                  | -           | -           | -           | 37+    | 0+     |
| 1987-1988        | Parma            | B                | 36         | 0          | CI              | 4               | 0               | -                  | -                  | -                  | -           | -           | -           | 40     | 0      |
| 1988-1989        | Parma            | B                | 31         | 1          | CI              | 5               | 0               | -                  | -                  | -                  | -           | -           | -           | 36     | 1      |
| 1989-1990        | Parma            | B                | 34         | 2          | CI              | 1               | 0               | -                  | -                  | -                  | -           | -           | -           | 35     | 2      |
| 1990-1991        | Parma            | A                | 32         | 0          | CI              | 2               | 0               | -                  | -                  | -                  | -           | -           | -           | 34     | 0      |
| 1991-1992        | Parma            | A                | 32         | 0          | CI              | 9               | 0               | CU                 | 2                  | 0                  | -           | -           | -           | 43     | 0      |
| 1992-1993        | Parma            | A                | 31         | 0          | CI              | 6               | 0               | CdC                | 8                  | 0                  | SI          | 1           | 0           | 46     | 0      |
| 1993-1994        | Parma            | A                | 30         | 2          | CI              | 5               | 0               | CdC                | 8                  | 0                  | SU          | 1           | 0           | 44     | 2      |
| 1994-1995        | Parma            | A                | 29         | 0          | CI              | 7               | 0               | CU                 | 9                  | 0                  | -           | -           | -           | 45     | 0      |
| 1995-1996        | Parma            | A                | 26         | 1          | CI              | 0               | 0               | CdC                | 5                  | 0                  | SI          | 0           | 0           | 31     | 1      |
| 1996-1997        | Parma            | A                | 8          | 0          | CI              | 1               | 0               | CU                 | 1                  | 0                  | -           | -           | -           | 10     | 0      |
| 1997-1998        | Parma            | A                | 14         | 2          | CI              | 4               | 0               | UCL                | 1                  | 0                  | -           | -           | -           | 19     | 2      |
| 1998-1999        | Parma            | A                | 2          | 0          | CI              | 0               | 0               | CU                 | 0                  | 0                  | -           | -           | -           | 2      | 0      |
| Totale Parma     | Totale Parma     | Totale Parma     | 305        | 8          |                 | 44              | 0               |                    | 34                 | 0                  |             | 2           | 0           | 385    | 8      |
| 1999-2000        | Verona           | A                | 28         | 2          | CI              | 1               | 0               | -                  | -                  | -                  | -           | -           | -           | 29     | 2      |
| 2000-2001        | Verona           | A                | 23         | 0          | CI              | 2               | 0               | -                  | -                  | -                  | -           | -           | -           | 25     | 0      |
| Totale Verona    | Totale Verona    | Totale Verona    | 51         | 2          |                 | 3               | 0               |                    | -                  | -                  |             | -           | -           | 54     | 2      |
| Totale carriera  | Totale carriera  | Totale carriera  | 423        | 10         |                 | 52+             | 0+              |                    | 34                 | 0                  |             | 2           | 0           | 511    | 10+    |

### Cronologia presenze e reti in nazionale
| Cronologia completa delle presenze e delle reti in nazionale ― Italia | Cronologia completa delle presenze e delle reti in nazionale ― Italia | Cronologia completa delle presenze e delle reti in nazionale ― Italia | Cronologia completa delle presenze e delle reti in nazionale ― Italia | Cronologia completa delle presenze e delle reti in nazionale ― Italia | Cronologia completa delle presenze e delle reti in nazionale ― Italia | Cronologia completa delle presenze e delle reti in nazionale ― Italia | Cronologia completa delle presenze e delle reti in nazionale ― Italia |
| Data                                                                  | Città                                                                 | In casa                                                               | Risultato                                                             | Ospiti                                                                | Competizione                                                          | Reti                                                                  | Note                                                                  |
| --------------------------------------------------------------------- | --------------------------------------------------------------------- | --------------------------------------------------------------------- | --------------------------------------------------------------------- | --------------------------------------------------------------------- | --------------------------------------------------------------------- | --------------------------------------------------------------------- | --------------------------------------------------------------------- |
| 27-5-1994                                                             | Parma                                                                 | Italia                                                                | 2 – 0                                                                 | Finlandia                                                             | Amichevole                                                            | -                                                                     |                                                                       |
| 23-6-1994                                                             | New York                                                              | Italia                                                                | 1 – 0                                                                 | Norvegia                                                              | Mondiali 1994 - 1º turno                                              | -                                                                     | 49’                                                                   |
| 28-6-1994                                                             | Washington                                                            | Italia                                                                | 1 – 1                                                                 | Messico                                                               | Mondiali 1994 - 1º turno                                              | -                                                                     |                                                                       |
| 17-7-1994                                                             | Los Angeles                                                           | Brasile                                                               | 0 – 0 dts (3 – 2 dtr)                                                 | Italia                                                                | Mondiali 1994 - Finale                                                | -                                                                     | 34’                                                                   |
| 8-10-1994                                                             | Tallinn                                                               | Estonia                                                               | 0 – 2                                                                 | Italia                                                                | Qual. Euro 1996                                                       | -                                                                     | 87’                                                                   |
| 21-12-1994                                                            | Pescara                                                               | Italia                                                                | 3 – 1                                                                 | Turchia                                                               | Amichevole                                                            | 1                                                                     |                                                                       |
| 29-3-1995                                                             | Kiev                                                                  | Ucraina                                                               | 0 – 2                                                                 | Italia                                                                | Qual. Euro 1996                                                       | -                                                                     |                                                                       |
| 19-6-1995                                                             | Losanna                                                               | Svizzera                                                              | 0 – 1                                                                 | Italia                                                                | Torneo del Centenario della Federazione Svizzera                      | -                                                                     | 49’                                                                   |
| 8-10-1995                                                             | Spalato                                                               | Croazia                                                               | 1 – 1                                                                 | Italia                                                                | Qual. Euro 1996                                                       | -                                                                     |                                                                       |
| 24-1-1996                                                             | Terni                                                                 | Italia                                                                | 3 – 0                                                                 | Galles                                                                | Amichevole                                                            | -                                                                     |                                                                       |
| 29-5-1996                                                             | Cremona                                                               | Italia                                                                | 2 – 2                                                                 | Belgio                                                                | Amichevole                                                            | -                                                                     |                                                                       |
| 1-6-1996                                                              | Budapest                                                              | Ungheria                                                              | 0 – 2                                                                 | Italia                                                                | Amichevole                                                            | -                                                                     | 46’                                                                   |
| 11-6-1996                                                             | Liverpool                                                             | Russia                                                                | 1 – 2                                                                 | Italia                                                                | Euro 1996 - 1º turno                                                  | -                                                                     |                                                                       |
| 14-6-1996                                                             | Liverpool                                                             | Rep. Ceca                                                             | 2 – 1                                                                 | Italia                                                                | Euro 1996 - 1º turno                                                  | -                                                                     | 29’                                                                   |
| 6-11-1996                                                             | Sarajevo                                                              | Bosnia ed Erzegovina                                                  | 2 – 1                                                                 | Italia                                                                | Amichevole                                                            | -                                                                     | 70’                                                                   |
| Totale                                                                |                                                                       | Presenze                                                              | 15                                                                    |                                                                       | Reti                                                                  | 1                                                                     |                                                                       |

### Statistiche da allenatore
Statistiche aggiornate al 2 marzo 2025. In grassetto le competizioni vinte.
| Stagione             | Squadra              | Campionato           | Campionato | Campionato | Campionato | Campionato | Coppe nazionali | Coppe nazionali | Coppe nazionali | Coppe nazionali | Coppe nazionali | Coppe continentali | Coppe continentali | Coppe continentali | Coppe continentali | Coppe continentali | Altre coppe | Altre coppe | Altre coppe | Altre coppe | Altre coppe | Totale | Totale | Totale | Totale | % Vittorie | Piazzamento       |
| Stagione             | Squadra              | Comp                 | G          | V          | N          | P          | Comp            | G               | V               | N               | P               | Comp               | G                  | V                  | N                  | P                  | Comp        | G           | V           | N           | P           | G      | V      | N      | P      | %          | Piazzamento       |
| -------------------- | -------------------- | -------------------- | ---------- | ---------- | ---------- | ---------- | --------------- | --------------- | --------------- | --------------- | --------------- | ------------------ | ------------------ | ------------------ | ------------------ | ------------------ | ----------- | ----------- | ----------- | ----------- | ----------- | ------ | ------ | ------ | ------ | ---------- | ----------------- |
| gen.-giu. 2009       | Modena               | B                    | 20         | 10         | 5          | 5          | CI              | -               | -               | -               | -               | -                  | -                  | -                  | -                  | -                  | -           | -           | -           | -           | -           | 20     | 10     | 5      | 5      | 50,00      | Sub., 15º         |
| 2009-2010            | Modena               | B                    | 42         | 14         | 12         | 16         | CI              | 1               | 0               | 1               | 0               | -                  | -                  | -                  | -                  | -                  | -           | -           | -           | -           | -           | 43     | 14     | 13     | 16     | 32,56      | 12º               |
| lug.-set. 2011       | Grosseto             | B                    | 6          | 1          | 2          | 3          | CI              | 1               | 1               | 0               | 0               | -                  | -                  | -                  | -                  | -                  | -           | -           | -           | -           | -           | 7      | 2      | 2      | 3      | 28,57      | Eson.             |
| apr.-giu. 2012       | Gubbio               | B                    | 9          | 1          | 2          | 6          | CI              | -               | -               | -               | -               | -                  | -                  | -                  | -                  | -                  | -           | -           | -           | -           | -           | 9      | 1      | 2      | 6      | 11,11      | Sub., 21º (retr.) |
| dic. 2012-mar. 2013  | Reggiana             | 1D                   | 9          | 2          | 1          | 6          | CI+CI-LP        | -               | -               | -               | -               | -                  | -                  | -                  | -                  | -                  | -           | -           | -           | -           | -           | 9      | 2      | 1      | 6      | 22,22      | Sub., Eson.       |
| 2013-2014            | Gorica               | 1.SNL                | 36         | 16         | 10         | 10         | CS              | 7               | 7               | 0               | 0               | -                  | -                  | -                  | -                  | -                  | -           | -           | -           | -           | -           | 43     | 23     | 10     | 10     | 53,49      | 4º                |
| lug.-ott. 2014       | Gorica               | 1.SNL                | 12         | 2          | 3          | 7          | CS              | -               | -               | -               | -               | UEL                | 2                  | 0                  | 1                  | 1                  | SS          | 1           | 0           | 0           | 1           | 15     | 2      | 4      | 9      | 13,33      | Eson.             |
| Totale Gorica        | Totale Gorica        | Totale Gorica        | 48         | 18         | 13         | 17         |                 | 7               | 7               | 0               | 0               |                    | 2                  | 0                  | 1                  | 1                  |             | 1           | 0           | 0           | 1           | 58     | 25     | 14     | 19     | 43,10      |                   |
| 2015-2016            | Parma                | D                    | 38+2       | 28         | 10+1       | 0+1        | CI-D            | 2               | 1               | 1               | 0               | -                  | -                  | -                  | -                  | -                  | -           | -           | -           | -           | -           | 42     | 29     | 12     | 1      | 69,05      | 1º (prom.)        |
| lug.-nov. 2016       | Parma                | LP                   | 14         | 7          | 4          | 3          | CI-LP           | 2               | 1               | 0               | 1               | -                  | -                  | -                  | -                  | -                  | -           | -           | -           | -           | -           | 16     | 8      | 4      | 4      | 50,00      | Eson.             |
| Totale Parma         | Totale Parma         | Totale Parma         | 54         | 35         | 15         | 4          |                 | 4               | 2               | 1               | 1               |                    | -                  | -                  | -                  | -                  |             | -           | -           | -           | -           | 58     | 37     | 16     | 5      | 63,79      |                   |
| 2018-gen. 2019       | Modena               | D                    | 18         | 11         | 5          | 2          | CI-D            | 1               | 0               | 0               | 1               | -                  | -                  | -                  | -                  | -                  | -           | -           | -           | -           | -           | 19     | 11     | 5      | 3      | 57,89      | Eson.             |
| Totale Modena        | Totale Modena        | Totale Modena        | 80         | 35         | 22         | 23         |                 | 2               | 0               | 1               | 1               |                    | -                  | -                  | -                  | -                  |             | -           | -           | -           | -           | 82     | 35     | 23     | 24     | 42,68      |                   |
| feb.-giu. 2022       | Felino               | Ecc.                 | 11+2       | 4          | 3+1        | 4+1        | CID-ER          | -               | -               | -               | -               | -                  | -                  | -                  | -                  | -                  | -           | -           | -           | -           | -           | 13     | 4      | 4      | 5      | 30,77      | Sub., 13º (retr.) |
| lug.-dic. 2022       | Felino               | Prom.                | 15         | 6          | 2          | 7          | CID-ER          | 1               | 0               | 1               | 0               | -                  | -                  | -                  | -                  | -                  | -           | -           | -           | -           | -           | 16     | 6      | 3      | 7      | 37,50      | Dimiss.           |
| Totale Felino        | Totale Felino        | Totale Felino        | 28         | 10         | 6          | 12         |                 | 1               | 0               | 1               | 0               |                    | -                  | -                  | -                  | -                  |             | -           | -           | -           | -           | 29     | 10     | 7      | 12     | 34,48      |                   |
| feb.-giu. 2024       | Salsomaggiore        | Ecc.                 | 11         | 4          | 4          | 3          | CI-Ecc.         | -               | -               | -               | -               | -                  | -                  | -                  | -                  | -                  | -           | -           | -           | -           | -           | 11     | 4      | 4      | 3      | 36,36      | Sub., 12º         |
| 2024-2025            | Salsomaggiore        | Ecc.                 | 27         | 9          | 12         | 6          | CI-Ecc.         | 3               | 1               | 0               | 2               | -                  | -                  | -                  | -                  | -                  | -           | -           | -           | -           | -           | 30     | 10     | 12     | 8      | 33,33      | in corso          |
| Totale Salsomaggiore | Totale Salsomaggiore | Totale Salsomaggiore | 38         | 13         | 16         | 9          |                 | 3               | 1               | 0               | 2               |                    | -                  | -                  | -                  | -                  |             | -           | -           | -           | -           | 41     | 14     | 16     | 11     | 34,15      |                   |
| Totale carriera      | Totale carriera      | Totale carriera      | 272        | 115        | 77         | 80         |                 | 18              | 11              | 3               | 4               |                    | 2                  | 0                  | 1                  | 1                  |             | 1           | 0           | 0           | 1           | 293    | 126    | 81     | 86     | 43,00      |                   |

## Palmarès

### Giocatore

#### Competizioni nazionali
- Coppa Italia: 2

Parma: 1991-1992, 1998-1999
- Supercoppa italiana: 1

Parma: 1999

#### Competizioni internazionali
- Coppa delle Coppe: 1

Parma: 1992-1993
- Supercoppa UEFA: 1

Parma: 1993
- Coppa UEFA: 2

Parma: 1994-1995, 1998-1999

### Allenatore

#### Competizioni nazionali
- Coppa di Slovenia: 1

Gorica: 2013-2014
- Serie D: 1

Parma: 2015-2016 (Girone D)